# Jeanette Vogelbacher
Jeanne Roberte Vogelbacher dite Jeanette Vogelbacher, née le 2 février 1922 à Belfort et morte le 10 novembre 2018 à Dreux (Eure-et-Loir), est une gymnaste artistique française. 

## Biographie
Jeanette Vogelbacher est sacrée championne de France du concours général en 1949, 1950 et 1951.
Aux Championnats du monde de gymnastique artistique 1950, elle est médaillée d'argent au concours général par équipes.
Elle dispute les Jeux olympiques d'été de 1948 à Londres et les Jeux olympiques d'été de 1952 à Helsinki, sans obtenir de podium.
Elle épouse en 1957 Armand Solbach, qui était lui aussi un gymnaste reconnu.